# Olivia Chow

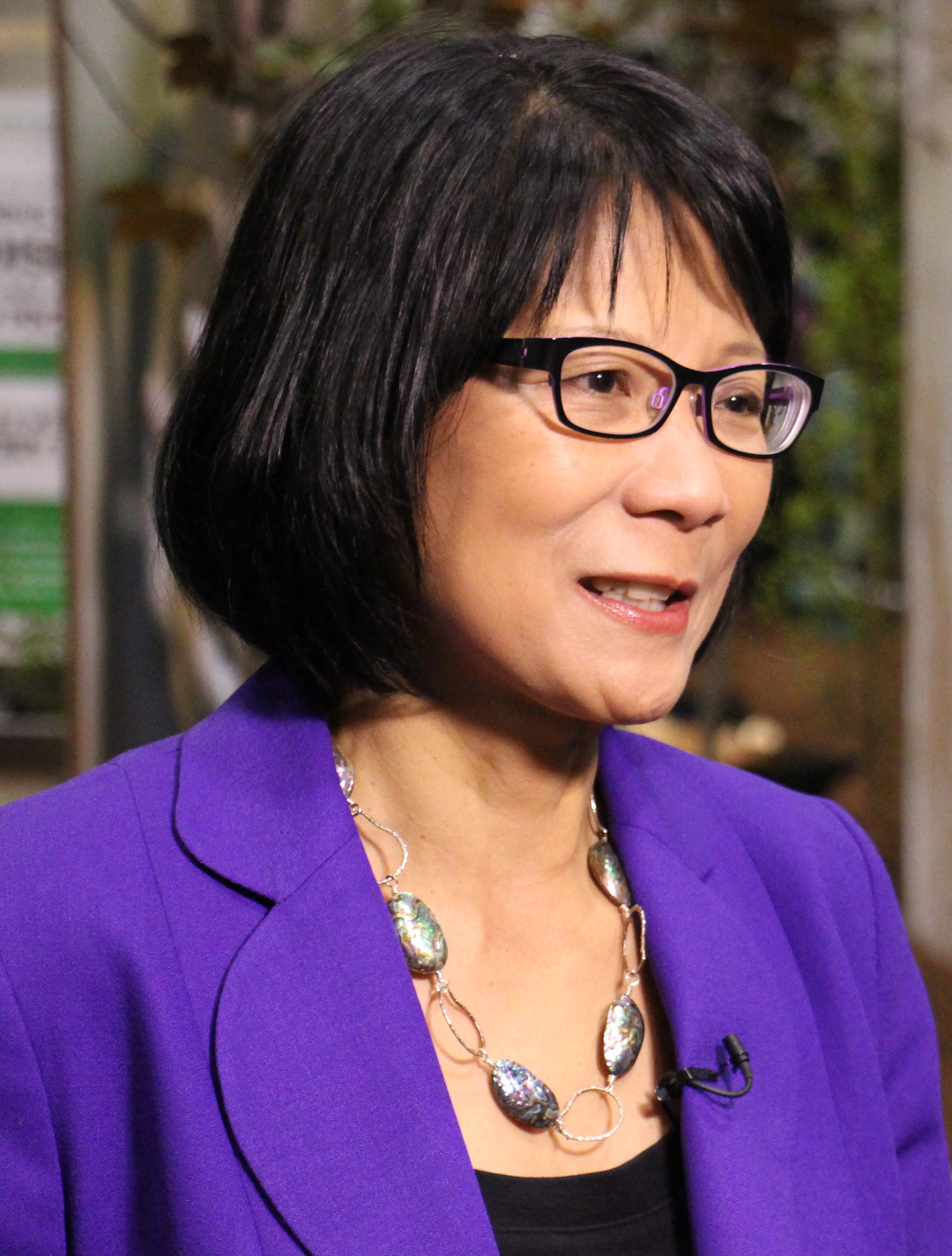
Olivia Chow (2014)

Olivia Chow (chinesisch 鄒至蕙; * 24. März 1957 in Britisch Hongkong) ist eine kanadische sozialdemokratische Politikerin, Professorin und Künstlerin. Zwischen 2006 und 2014 war sie als Mitglied der Neuen Demokratischen Partei Abgeordnete des Unterhauses für den Wahlkreis Trinity–Spadina. Zuvor war sie von 1991 bis 1995 Abgeordnete im Stadtrat von Toronto.
Am 26. Juni 2023 wurde sie zur Bürgermeisterin der Stadt Toronto gewählt. Am 12. Juli 2023 hat sie das Amt angetreten.

## Frühes Leben
Chow wurde im britischen Hongkong als Tochter von Ho Sze und dem Lehrer Wilson Wai Sun Chow geboren. Sie verbrachte ihre Kindheit in Happy Valley, einem Viertel von Hongkong und wanderte 1970 im Alter von 13 Jahren mit ihrer Familie nach Kanada aus. Sie lebte danach in St. James Town, einem Stadtteil von Toronto. Chow studierte Bildende Kunst an der OCAD University sowie Philosophie und Religion an der University of Toronto. 1979 machte sie den Bachelor-Abschluss in Bildender Kunst an der University of Guelph. Nach ihrem Abschluss arbeitete sie als Künstlerin. Sie besaß ein Bildhaueratelier. Später unterrichtete sie am George Brown College.

## Stadtpolitik
1991 wurde Chow in den Stadtrat von Toronto gewählt und erhielt doppelt so viele Stimmen wie ihre schärfste Konkurrentin. 1994 wurde sie mit noch größerem Vorsprung wiedergewählt. 1997 war sie Kandidatin der Neuen Demokratischen Partei bei den Unterhauswahlen im Wahlkreis Trinity-Spadina. Sie wurde nicht gewählt, erhöhte den Stimmenanteil ihrer Partei im Wahlkreis aber um 6000 Stimmen. Später in diesem Jahr wurde sie in den Stadtrat von Toronto wiedergewählt. Im Jahr 2000 wurde sie mit über 80 Prozent der Stimmen wiedergewählt. 2003 unterstützte sie David Miller bei seiner Wahl zum Bürgermeister von Toronto. Chow wurde wieder in den Stadtrat gewählt. Dort setzte sich Chow für Obdachlose, öffentliche Verkehrsmittel und nachhaltige Entwicklung ein. Sie war Gegnerin der geplanten Erweiterung des Flughafens Toronto-City.
Chows Ehemann Jack Layton war von 1982 bis 1991 und von 1994 bis 2003 ebenfalls Abgeordneter des Stadtrats von Toronto. Die beiden waren von 1988 bis zu seinem Tod an Krebs im Jahr 2011 verheiratet.
Chow wurde mehrfach von Torontos Now Magazine und Eye Weekly zum „Besten Stadtrat“ gewählt. Im Mai 2012 wurde Chow von der Zeitschrift Canadian Immigrant zu einem der fünfundzwanzig herausragenden Einwanderer in Kanada ernannt.

## Föderalpolitik
Im Jahr 2004 war Chow zum zweiten Mal Kandidatin der Neuen Demokratischen Partei im Wahlkreis Trinity-Spadina. Bei diesen Unterhauswahlen verlor sie mit nur 805 Stimmen. Chow wurde erst 2006 gewählt und gewann mit 3700 Stimmen Vorsprung gegenüber dem Liberalen Kandidaten. Während dieser Wahlkampagne hatte Mike Klander von der Liberalen Partei rassistische Kommentare über Chow gemacht. Er verglich sie mit einem Hund und trat später zurück.
Ihr Ehemann Jack Layton wurde 2006 ebenfalls ins Unterhaus gewählt. Sie waren nach Gurmant Grewal und Nina Grewal erst das zweite Ehepaar in der Geschichte des kanadischen Unterhauses, das gemeinsam amtierte.
2008 machte Chow einen Gesetzesvorschlag, der es allen Kriegsdienstverweigerern und Militärdeserteuren ermöglichen sollte, in Kanada Zuflucht zu suchen. Der Gesetzesvorschlag erregte internationale Aufmerksamkeit. Der Antrag wurde mit 137 zu 110 Stimmen angenommen. Die konservative Regierung von Stephen Harper weigerte sich jedoch, ihn umzusetzen. Im Jahr 2009 konnte Chow das Gesetzt mit 129 zu 125 Stimmen verabschieden lassen. Es gab mehrere hochkarätige amerikanische Militärangehörige, die nach der Weigerung im Irakkrieg zu kämpfen, nach Kanada übersiedelten.
Bei den Wahlen zum Unterhaus 2011 wurde Chow erneut mit überzeugender Mehrheit wiedergewählt. Nur drei Monate nach der Wahl starb Chows Ehemann Jack Layton an Prostatakrebs. Zum Zeitpunkt seines Todes war Layton Vorsitzender der Neuen Demokratischen Partei. Chow erklärte, dass sie nicht als Vorsitzende kandidieren werde. Sie versprach auch Neutralität in der Phase der Nachbesetzung der Führungsspitze.
Am 12. März 2014 trat Chow aus dem Unterhaus zurück und verkündete, für das Bürgermeisteramt von Toronto zu kandidieren.

## Zurück zur Stadtpolitik
Chow bewarb sich 2014 um das Amt des Bürgermeisters. Sie wolle den amtierenden Bürgermeister Rob Ford schlagen. Ford war in den vier Jahren vor dem Wahlkampf die Quelle vieler Skandale. Er war beim Rauchen von Crack gefilmt worden, hatte eine Auseinandersetzung mit Sicherheitskräften im Air Canada Centre und hatte sexuell eindeutige Bemerkungen im Live-Fernsehen gemacht. Allgemein wurde erwartet, dass Chow Rob Ford leicht schlagen könnte. Rob Ford zog jedoch seine Bewerbung zurück, nachdem bei ihm ein Tumor diagnostiziert worden war. Sein Bruder Doug Ford, damals Stadtrat, trat statt seiner an. Auch der frühere Vorsitzende der Progressive Conservative Party of Ontario, John Tory, bewarb sich um das Amt. Chow war die einzige linke Kandidatin. Sie erhielt viel Unterstützung, darunter von Deepa Mehta, Hossein Khosrow Vaziri, Elizabeth May, George Smitherman, Naomi Klein und Nancy Ruth. Chows Wahlkampfthemen waren die Förderung des öffentlichen Nahverkehrs, der Kinder sowie Beschäftigungsförderung. Sie versprach eine zehnprozentige Steigerung des Angebotes an Bussen im ÖPNV und sie präsentierte Pläne zur Ausweitung von außerschulischen Freizeitprogrammen für Kinder im Alter von 6 bis 11 Jahren. Chow befürwortete, 5000 neue, städtische Arbeitsplätze für Arbeitssuchende unter 24 Jahren zu schaffen. Chow belegte bei der Wahl den dritten Platz. Ihre Wählerschaft konzentrierte sich vor allem auf den Innenstadtbereich. John Tory wurde zum Bürgermeister gewählt.

## Seit 2015
2015 wurde Chow Professorin an der Ryerson University. Im gleichen Jahr bewarb sie sich als Kandidatin der Neuen Demokratischen Partei für den Wahlkreis Spadina-Fort York bei der Unterhaus-Wahl. Sie wurde nicht gewählt.

Wahlergebnisse der Bürgermeisterwahl von Toronto 2023 aufgeteilt nach wards

Am 17. Februar 2023 trat John Tory als Bürgermeister von Toronto zurück, nachdem bekannt wurde, dass er ein außereheliches Verhältnis hatte. Dies erforderte eine Nachwahl für das Bürgermeisteramt von Toronto. Am 26. März 2023 bestätigte Chow, dass sie eine Teilnahme an der Nachwahl in Erwägung ziehe. Am 26. Juni 2023 wurde sie in der Nachwahl zur Bürgermeisterin der Stadt Toronto gewählt. Sie erhielt 37 Prozent der Stimmen. Am 12. Juli 2023 hat Chow offiziell die Amtsgeschäfte als Bürgermeisterin übergenommen.